# Vroege zandroofvlieg
De vroege zandroofvlieg (Lasiopogon cinctus) is een vliegensoort uit de familie van de roofvliegen (Asilidae). De wetenschappelijke naam van de soort is voor het eerst geldig gepubliceerd in 1781 door Fabricius.